# دارك كرايمز
دارك كرايمز (أُصدر في الأصل في مهرجانات الأفلام قبل 2018 باسم ترو كرايمز) هو فيلم درامي عن الجريمة لعام 2016 من إخراج ألكسندروس أفراناس وكتابة جيرمي بروك. ويستند الفيلم إلى مقال ديفيد جران «ترو كرايمز: لغز جريمة ما بعد الحداثة»، عن القاتل المدان كريستيان بالا، الذي نشرته مجلة نيويوركر عام 2008، وبطولة الفيلم جيم كاري، وأجاتا كوليزا، وشارلوت غينسبورغ، وكاتي أوتينن، وزبيغنيو زاماتشوفسكي، ومارتون كسوكاس، ويتابعه محقق يلاحظ أوجه التشابه بين جريمة قتل باردة ورواية من الأكثر مبيعًا.
كان المنتج بريت راتنر يعمل على تطوير ترو كرايمز منذ عام 2010. بدأ التصوير الرئيسي في 12 نوفمبر 2015 في كراكوف، بولندا وانتهى في 13 ديسمبر 2015. أقيم عرضه الأول في مهرجان وارسو السينمائي في 12 أكتوبر 2016، وكان عرضه المسرحي محدودًا في عدد قليل من البلدان، مثل الولايات المتحدة، في عام 2018. أصدر قسم الترفيه المنزلي Lionsgate Films،Lionsgate Unlocked، فيلم دارك كرايمز على Blu-ray وDVD في 31 يوليو 2018. في 21 مايو 2018، كشفت الشركة عن مقطع دعائي جديد للفيلم للترويج لإصدار الفيديو المنزلي هذا.
على الرغم من بعض الثناء على طاقم العمل، انتقد النقاد دارك كرايمز بسبب إيقاعه ونبرة الاكتئاب المفرطة والعرض المرفوض للنساء اللاتي تعرضن للإساءة. وأحد أسوأ الأفلام التي جرت مراجعتها لعام 2018، حيث حصل على نسبة موافقة 0٪ على موقع روتين توميتوز.

## ملخص
تاديك محقق يتولى قضية قتل رجل أعمال. ويتفاجأ هو والجميع، بتماثل القضية لمقتل شخصية في رواية نُشرت مؤخرًا لرجل يُدعى كوزلوف. بينما تبدو الجريمة قضية سهلة الحل، يكتشف تاديك فيها سرًا أكثر غموضًا.

## الأدوار
- جيم كاري في دور تاديك
- مارتون كسوكاس في دور كوزلوف
- شارلوت غينسبورغ بدور كاسيا
- أجاتا كوليزا في دور مارتا
- كاتي أوتينين في دور مالينوفسكا
- زبيجنيو زاماتشوفسكي بدور لوكاس
- دانوتا كوالسكا بدور موثي كوزلوف

## تطور الأحداث
كشف مقال من هوليوود ريبورتر نُشر في 29 سبتمبر 2010 أن شركة راتباك إنترتينمنت التي يمتلكها بريت راتنر كانت تطور فيلمًا اسمه True Crimes with Focus Features. في 7 أبريل 2011، أفاد موقع ديدلاين هوليوود بأن السيناريو كتبه جيريمي بروك، وأن رومان بولانسكي كان يدير المشروع. في 7 يونيو 2013، كشفت مجلة هوليوود ريبورتر أن الفيلم توقف في عام 2012، وكان كريستوف والتز يلعب دور جاسيك وروبلوسكي. في 14 مايو 2015، أعلن TheWrap أنه جرى استبدال والتز بجيم كاري لـ فروبلوسكي ملكة جمال العنف (2013) للمخرج ألكسندروس أفراناس الذي يخرج ترو كرايمز؛ يكون فيه ديفيد جيرسون وإيوا بوشينسكا ومايكل أغيلار منتجين. أعلنت صحيفة الصفحة السادسة في 21 أكتوبر 2015 أن شارلوت غينسبورغ «أجرت محادثات» لتكون في فيلم ترو كرايمز.

## الإنتاج
بدأ التصوير الرئيسي للفيلم في 12 نوفمبر 2015 في كراكوف، بولندا، واختتم في 13 ديسمبر 2015. بعد الانتهاء من التصوير، احتفظ كاري باللحية التي نماها لدوره في أثناء تقديمه حفل توزيع جوائز غولدن غلوب الثالث والسبعين، بينما حصل على العديد من المشاركات في تويتر. على الرغم من أن موقع التصوير ومعظم طاقم فيلم ترو كرايمز كانوا بولنديين، إلا أن الفيلم كان إنتاجًا دوليًا بسبب قدوم ممثليه من دول مختلفة، مثل كندا (كاري)، وبريطانيا (غينسبورغ)، ورومانيا (إيفانوف)، وفنلندا (أوتينين)؛ وكون بعض منتجيه أمريكيين وكنديين. نظرًا للإعداد البولندي لموضوع قصة نيويوركر، اتصل المنتجان ديفيد جيرسون وكاسيا نابياتشيك بأكبر شخصية في صناعة السينما في بولندا، Opus Film، للمساعدة في ترو كرايمز. اشتهرت الشركة بـ Ida (2015)، الفيلم الذي حصل قبل أشهر فقط من بدء التصوير الفوتوغرافي لـ ترو كرايمز على جائزة الأوسكار.
وفقًا لـ موقع كولجر، يشير هذا بالإضافة إلى طاقم الفيلم وطاقم الفيلم القادمين من بلدان مختلفة إلى إعادة الاهتمام بالسينما البولندية في جميع أنحاء العالم. ذكر الصحفي السينمائي البولندي داريك كوما، الذي كتب مقالاً خاصاً عن العرض الأول لفيلم ترو كرايمز 2016 في وارسو، عن «الفرص المتاحة في صناعة السينما البولندية سريعة التطور، مع طاقم الممثلين وطاقمها المتميزين، والمجموعة المتنوعة من المواقع التي يمكن أن تكون في كل جزء من العالم تقريبًا، والعدد المتزايد من لجان الأفلام الإقليمية». ساهم المعهد البولندي للأفلام بمبلغ 446 ألف يورو في ميزانية True Crimes البالغة 4 ملايين يورو. أوضحت إيوا Puszczyńska، التي ألحقت المعهد البولندي للأفلام وكذلك لجنة فيلم Kraków للتمويل، "لقد صنعنا فيلمًا مع منتجين أمريكيين ونجوم دوليين، مقابل جزء بسيط مما كان سيكلفه في الولايات المتحدة أو أوروبا الغربية. "

## الإصدار
أُصدرت اللقطات الأولى لـ ترو كرايمز في 27 نوفمبر 2015. عُرض الفيلم لأول مرة في العالم في مهرجان وارسو السينمائي في 12 أكتوبر 2016، تحت اسم ترو كرايمز. حصلت سابان للأفلام على حقوق التوزيع لأمريكا الشمالية في 4 أبريل 2017. في 25 يناير 2018، أعلن جيم كاري أن عنوان الفيلم قد تغير إلى دارك كرايمز وأن الإصدار المسرحي في أمريكا الشمالية سيحدث على الأرجح في أبريل. استُخدمت أغنية  Skøgen Skulle Dø لـ Myrkur في المقطع الدعائي. أُعلن عن الإصدار المسرحي الأمريكي لاحقًا في 18 مايو 2018، مع إصدار حصري سابق لـ DirecTV في 19 أبريل. على الصعيد الدولي، استمرت جرائم الظلام لمدة أسبوع واحد فقط في كولومبيا، وإيطاليا، والمجر ولمدة أسبوع واحد فقط في البرتغال.
أُصدر دارك كرايمز على Blu-ray في كندا في 17 يوليو 2018، الولايات المتحدة في 31 يوليو 2018، السويد في 30 يناير 2019، إيطاليا في 7 فبراير 2019، فرنسا في 2 مايو 2019، وألمانيا في 14 يونيو 2019. حصل دارك كرايمز أيضًا على إصدارات DVD في الولايات المتحدة، صدرت في 31 يوليو 2018، وتايوان، في 28 يونيو 2019. باعت Wal-mart حصريًا إصدارات Blu-ray التي كانت معبأة أيضًا بأقراص.DVD

## روابط خارجية
- دارك كرايمز على موقع IMDb (الإنجليزية)
- دارك كرايمز على موقع روتن توميتوز (الإنجليزية)
- دارك كرايمز على موقع نتفليكس (الإنجليزية)
- دارك كرايمز على موقع قاعدة بيانات الأفلام العربية
- دارك كرايمز على موقع ألو سيني (الفرنسية)
- دارك كرايمز على موقع Turner Classic Movies (الإنجليزية)
- دارك كرايمز على موقع أول موفي (الإنجليزية)
- دارك كرايمز على موقع فيلمافينيتي (الإسبانية)
- دارك كرايمز على موقع قاعدة بيانات الفيلم (الإنجليزية)
- دارك كرايمز على موقع ليتربوكسد (الإنجليزية)